# Kanton Haguenau
Haguenau is een kanton van het Franse departement Bas-Rhin.

## Geschiedenis
Het kanton maakte tot 22 maart 2015 deel uit van het op die dag opgeheven arrondissement Haguenau. Het kanton werd opgenomen in het nieuwe arrondissement Haguenau-Wissembourg.
Op dezelfde dag werd de gemeente Kaltenhouse naar het kanton Bischwiller en de gemeente Weitbruch naar het kanton Brumath overgeheveld, waardoor het aantal gemeenten in het kanton afnam van 16 naar 14.

## Gemeenten
Het kanton Haguenau omvat de volgende gemeenten:
- Batzendorf
- Berstheim
- Dauendorf
- Haguenau (hoofdplaats)
- Hochstett
- Huttendorf
- Morschwiller
- Niederschaeffolsheim
- Ohlungen
- Schweighouse-sur-Moder
- Uhlwiller
- Wahlenheim
- Wintershouse
- Wittersheim